# عبد الرحمن جاناكو
عبد الرحمن محمود فرح جاناكو (بالصومالية: Cabdiraxmaan Maxamuud Faarax Janaqoow)‏ هو زعيم صومالي، وكان نائب رئيس اتحاد المحاكم الإسلامية الصومالية. ووقع هو وقادة آخرون استسلام مقديشو في 27 ديسمبر 2006 بعد الخسائر العسكرية. ومع ذلك استمروا في المقاومة العسكرية للجنوب. قيل إن جاناكو قُتل زوراً في غارة جوية أمريكية في 8 يناير 2007 في معركة رأس كامبوني، وتبين عدم مقتله. وعمل فيما بعد وزيراً للعدل في الحكومة الصومالية.

## اتحاد المحاكم الإسلامية
ظهر جاناكو كنائب رئيس اتحاد المحاكم الإسلامية في صيف عام 2006. وفي 27 ديسمبر 2006 قام بإخلاء مقديشو وتراجع جنوباً، قائلاً «قررنا مغادرة مقديشو للحفاظ على سلامة المدنيين. نريد مواجهة عدونا وعملائهم في منطقة بعيدا عن المدنيين».